# رواية جديدة

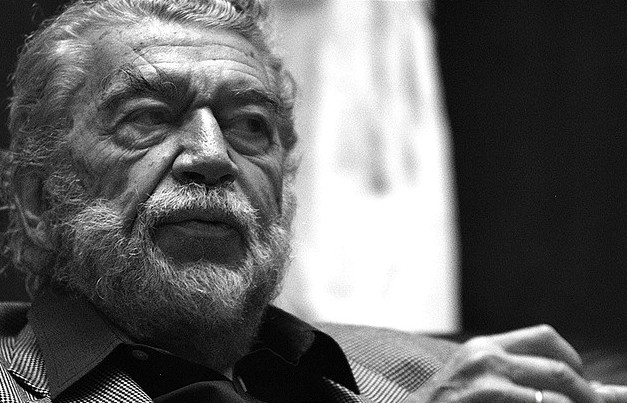
ألان روب جرييه منظر الرواية الفرنسية الجديدة.

الرواية الجديدة أو الرواية الفرنسية الجديدة (بالفرنسية: Nouveau roman)‏ هي تيار أدبي فرنسي ظهر في منتصف القرن العشرين. تميز بالموضوعية، وتكثيف المحتوى، مع رفضهم لشخصية البطل الأدبي التقليدي ومحدودية المكان والزمان كما يحدث في الحياة اليومية. هي نوع من الروايات التي تتطلب تعاون القارئ حتى يصل لحل لغز الرواية. ويعد ألان روب جرييه هو منظرها الرئيسي في مقاله لصالح الرواية الجديدة.